# Ranga (Schiff)
Die Ranga war ein spanisches Containerschiff, das auf seiner Jungfernfahrt von Vigo auf dem Weg nach Reykjavík am 11. März 1982 an der irischen Westküste bei Dunmore Head wegen eines Motorschadens verunglückte und strandete.

## Geschichte
Das Schiff wurde unter der Baunummer 166 auf der Werft Astilleros Construcciones S.A. Factoria De Meira in Vigo als Berta De Perez gebaut. Es wurde 1982 abgeliefert. Das an die isländische Reederei Hafskip vercharterte Containerschiff wurde als Ranga in Fahrt gesetzt.
Auf seiner Jungfernfahrt erlitt das Frachtschiff am 11. März 1982 vor der irischen Westküste bei Dunmore Head einen Motorschaden. In der Folge trieb es auf die felsige Küste. Dabei wurde es schwer beschädigt. Die vierzehn Besatzungsmitglieder konnten mithilfe eines Rettungshubschraubers geborgen werden. Das Schiff wurde aufgegeben. Unter dem Einfluss von Wellen und Gezeiten zerfiel das Wrack in den nachfolgenden Jahren.

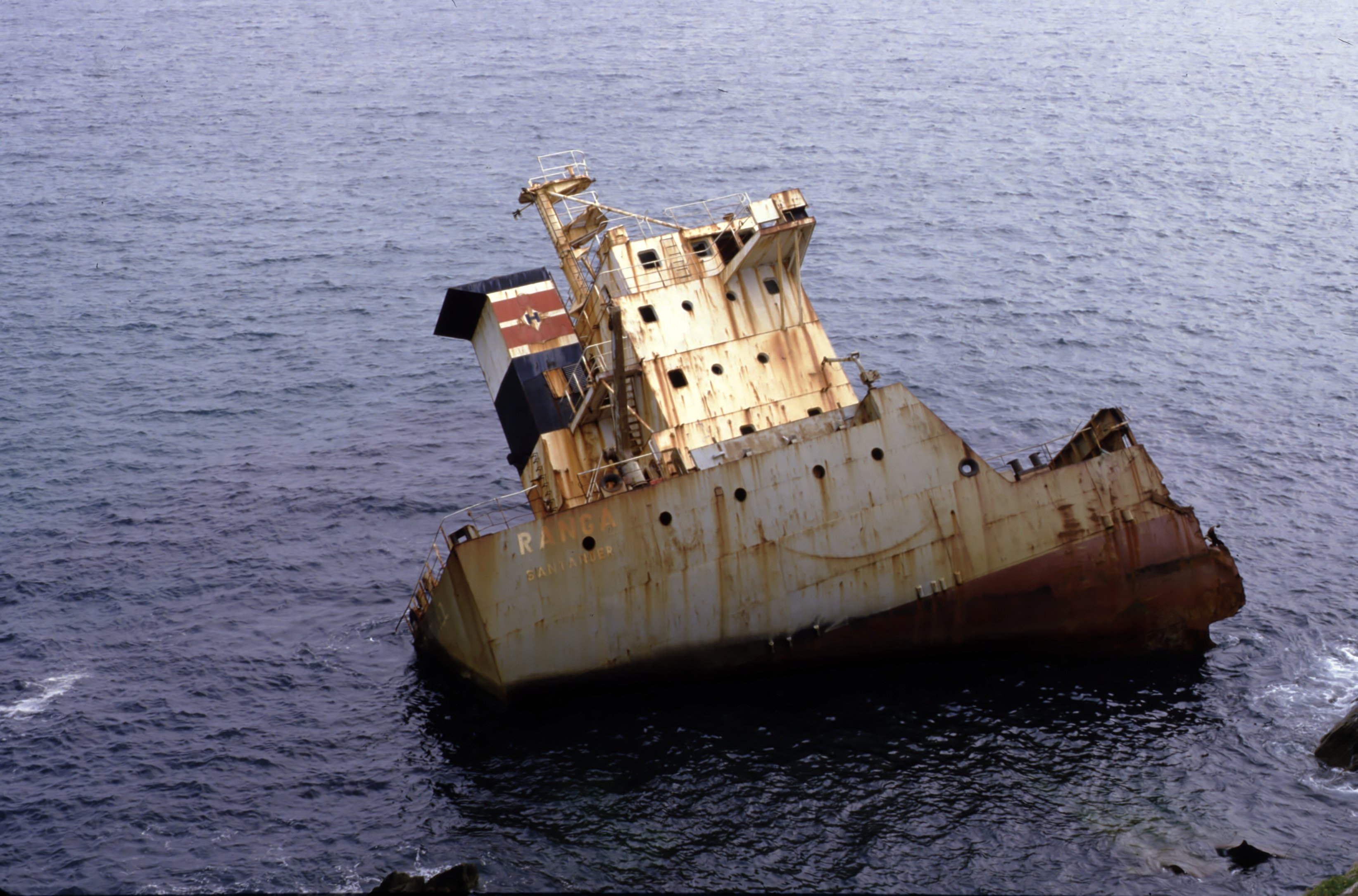
Das Wrack nach zwei Jahren (1984)
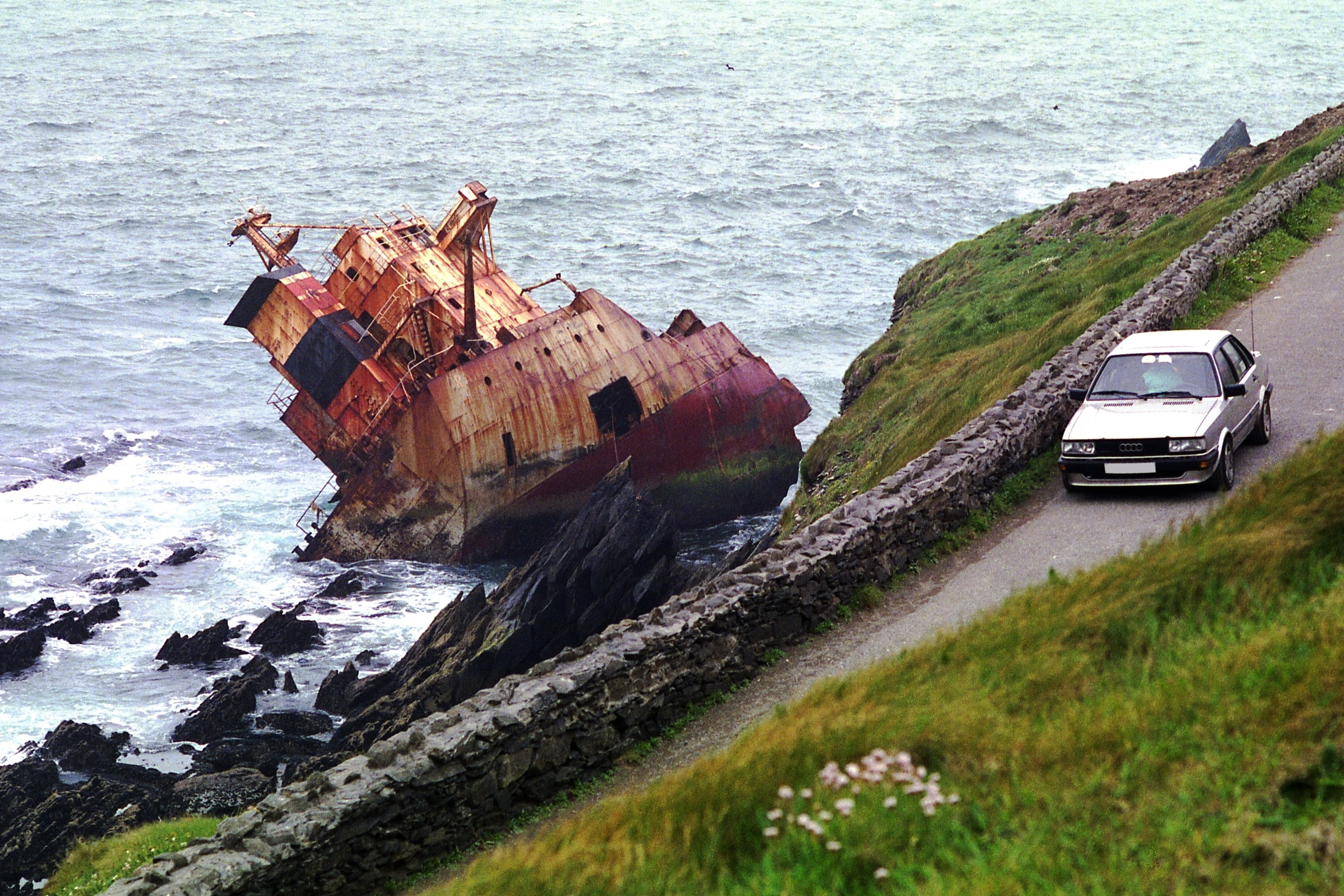
… und nach vier Jahren (1986)
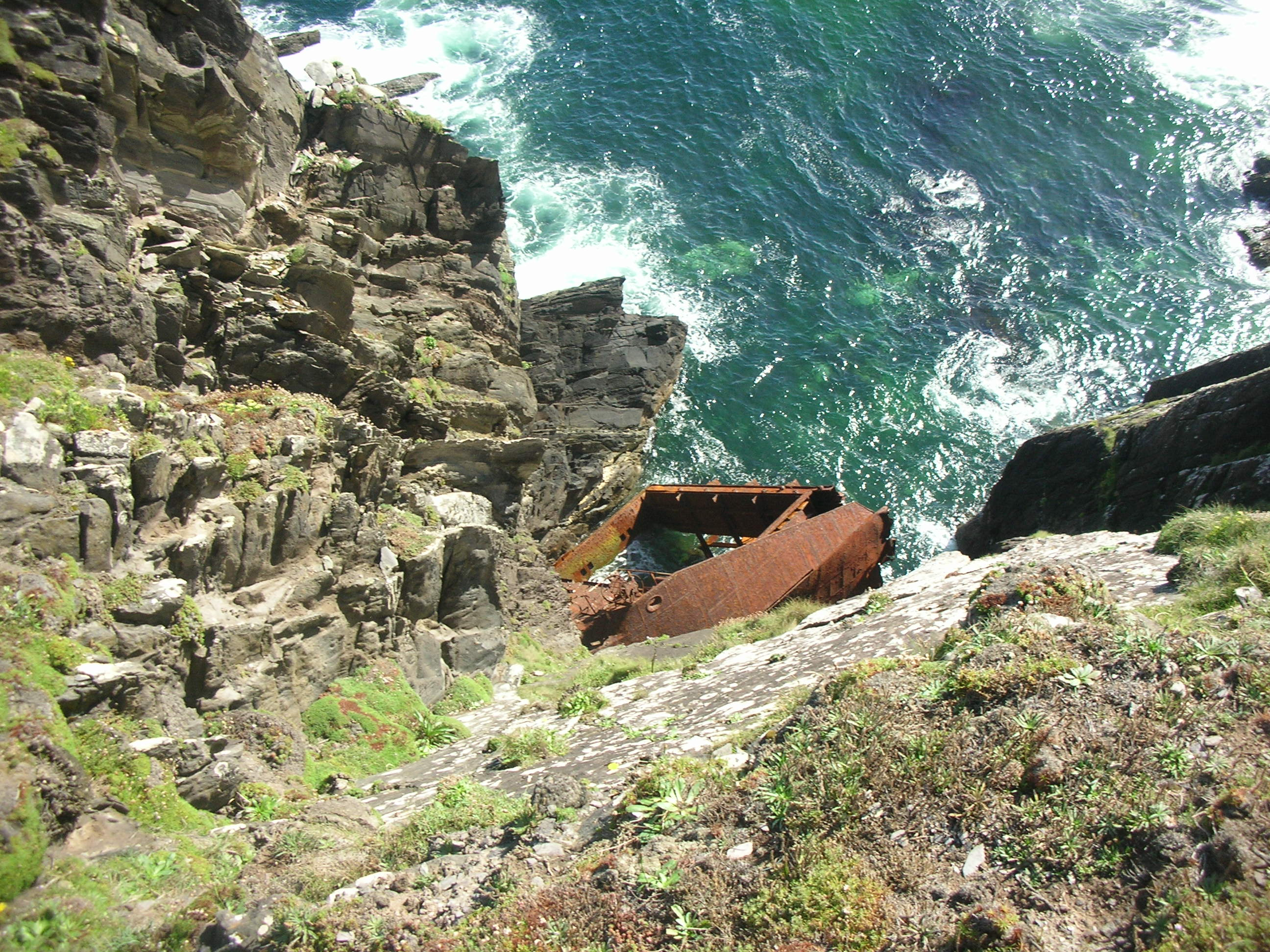
Reste des Bugs (2006)